# Săcuieu, Cluj
Săcuieu este satul de reședință al comunei cu același nume din județul Cluj, Transilvania, România.

## Personalități
- Ion Irimieș (1878 - ?), deputat în Marea Adunare Națională de la Alba Iulia 1918